# Berg-Riesenbaumratte
Die Berg-Riesenbaumratte (Mallomys gunung) ist ein auf Neuguinea endemisches Nagetier in der Gruppe der Altweltmäuse.

## Forschungsgeschichte und Etymologie
Die wissenschaftliche Erstbeschreibung der Art erfolgte 1989 durch Tim Flannery, Ken Aplin und Colin Groves. Der Artzusatz gunung entspricht dem indonesischen Begriff „Gunung“ für „Berg“ und nimmt Bezug auf den Lebensraum der Art.

## Merkmale
Mit einer Kopf-Rumpf-Länge von 415 bis 470 mm, einer Schwanzlänge von 355 bis 368 mm und einem Gewicht von zirka 2 kg ist die Art der größte Vertreter der Gattung Riesenbaumratten, obwohl wenige Exemplare der De-Vis-Riesenbaumratte (Mallomys aroaensis) vergleichbare Körpermaße erreichen können. Die Hinterfüße sind 69 bis 75 mm lang und die Länge der Ohren beträgt etwa 35 mm. Das lange, dichte und leicht wollige Fell der Oberseite ist mit Ausnahme des schwarzen Kopfes und des schwarzen Achselbereichs grau. Die Farbe wird durch schwarze Deckhaare mit weißen Spitzen erzeugt. Die Unterseite ist von hellgelbem Fell bedeckt. Kennzeichnend für die Füße sind schmale Krallen und schwarze sowie weiße Haare auf der Oberseite. Verglichen mit anderen Gattungsmitgliedern sind die Ohren etwas spitzer. Bei den meisten Exemplaren ist der vordere Bereich des Schwanzes dunkel und die Spitze weiß. Im Gegensatz zu anderen Riesenbaumratten ist der Zahnschmelz der Schneidezähne weißlich anstatt orange gefärbt. Von den sechs Zitzen der Weibchen liegen zwei auf der Brust und vier im Leistenbereich.

## Verbreitung und Lebensweise
Das Verbreitungsgebiet liegt im Maokegebirge in Westneuguinea. Die Art ist von zwei Fundplätzen bekannt, die zwischen den Gipfeln Puncak Trikora und Puncak Jaya liegen. Individuen konnten in Höhen von 3500 bis 4050 Meter dokumentiert werden. Sie halten sich auf Bergwiesen und in fast kahlem Gelände auf.
Die Berg-Riesenbaumratte ruht in Verstecken in Geröllhaufen. Es wird eine nachtaktive Lebensweise angenommen. Allgemein ist wenig zum Verhalten der Art bekannt.

## Gefährdung
Dieses Nagetier wird von der Lokalbevölkerung gejagt und fällt streunenden Hunden sowie Bränden zum Opfer. Von der Berg-Riesenbaumratte konnten nur wenige lebende Individuen, jedoch reichlich subfossile Exemplare registriert werden. Sie wird von der IUCN als „stark gefährdet“ (endangered) gelistet.